# Janusz Bilski
Janusz Henryk Bilski (ur. 1978 w Łodzi) – polski urzędnik i dyplomata, Konsul Generalny RP w Ostrawie (2015–2019), dyrektor Biura Polskiego w Tajpej (2021–2025).

## Życiorys
Studia rozpoczął na Wydziale Stosunków Międzynarodowych Uniwersytetu Pekińskiego, a po 3 latach przeniósł się na Wydział Neofilologii Uniwersytetu Warszawskiego, gdzie w 2002 uzyskał tytuł magistra. W tym samym roku rozpoczął pracę dla prywatnej firmy z branży doradztwa personalnego.
Od 2003 zawodowo związany z MSZ. W latach 2003–2005 odbył aplikację dyplomatyczno-konsularną, a następnie podjął pracę w Departamencie Azji i Pacyfiku. W ramach aplikacji został skierowany do pracy w ambasadzie RP w Waszyngtonie oraz w Konsulacie Generalnym RP w Nowym Jorku. Od 2006 urzędnik służby cywilnej. Na początku 2007 oddelegowany do pracy na stanowisku ds. polityczno-konsularnych w ambasadzie RP w Hanoi. W 2009 mianowany kierownikiem wydziału polityczno-ekonomicznego ambasady, a od września 2009 do stycznia 2010 pełnił funkcję charge d’affaires a.i. Po powrocie do kraju w 2010 objął stanowisko kierownika referatu spraw wielostronnych w Departamencie Azji i Pacyfiku. Od listopada 2010 zastępca dyrektora Departamentu Konsularnego ds. problematyki paszportowej, ruchu osobowego i migracji, sytuacji nadzwyczajnych i współpracy europejskiej. W trakcie polskiej prezydencji w RUE osobiście przewodniczył grupie roboczej COCON (unijna współpraca konsularna) oraz nadzorował prace grupy roboczej VISA. Od czerwca 2012 do końca lutego 2015 dyrektor Biura Dyrektora Generalnego. Od 29 sierpnia 2015 do 31 stycznia 2019 Konsul Generalny RP w Ostrawie. Od 22 września 2021 kierownik Referatu Konsularnego Ambasady RP w Kuala Lumpur. W sierpniu 2025 został dyrektorem Biura Polskiego w Tajpej.
Włada biegle językiem angielskim i chińskim. W 2012 odznaczony Brązowym Krzyżem Zasługi.